# Bajor Tibor (politikus)
Bajor Tibor (Budapest, 1955. október 9. –) magyar politikus, országgyűlési képviselő (MSZP). A Szabolcs-Szatmár-Bereg Megyei Fejlesztési Tanács igazgatótanácsi tagja, a Felső-szabolcsi Területfejlesztési Társulás tiszteletbeli elnöke, a Vasutas Városok Szövetsége alelnöke, a Pro Urbe Záhonyért Alapítvány kuratóriumi elnöke, és az 1100 Éves Honfoglalás Alapítvány kuratóriumi tagja.

## Életpályája

### Iskolái
Az általános iskolát Budapesten és Szekszárdon végezte el. 1970-tõl a szekszárdi Ipari Szakmunkásképző Intézetbe járt. 1973-ban villanyszerelő szakmunkásvizsgát tett. 1973–1975 között a pécsi Zipernowsky Károly Gépipari Szakközépiskola levelezős hallgatója volt; az erősáramú villamos gépgyártó szakon tanult. 1975–1976 között a Zalka Máté Katonai Főiskola hallgatója volt. 1981–1985 között a nyíregyházi Bessenyei György Tanárképző Főiskola népművelés-történelem szakán tanult. 1986–1989 között a Kossuth Lajos Tudományegyetem filozófia szakos hallgatója volt. 2001–2005 között a Budapesti Közgazdaságtudományi és Államigazgatási Egyetem közigazgatás-szervező szakán tanult. 2010-ben Phd. fokozatot szerzett.

### Pályafutása
1973–1975 között a Tolna Megyei Állami Építőipari Vállalatnál villanyszerelő volt; bekapcsolódott az amatőr színjátszó mozgalomba, színjátszó rendezői tanfolyamot végzett. 1976–1977 között Budafokon letöltötte kötelező sorkatonai szolgálatát. 1977–1978 között az Agrober-nél, majd a Szekszárdi Szabó Szövetkezetnél dolgozott. 1978–1979 között a nagykállói Magyar Posztógyárban tevékenykedett. 1979–1981 között a Kisvárdai Városi-Járási Művelődési Központban közönségszervező volt. 1981–1982 között Kisvárdán, a Hunniacoop-nál közművelődési előadó volt. 1983–1987 között a Vasutasok Szakszervezete Záhonyi Mûvelődési Házának igazgatója volt. 1985–1995 között Záhonyban élt. 1990-ig a MÁV Oktatási és Művelődési Központ igazgatója volt; tanított a Záhonyi Szakközépiskolában is. 1996-tól az A-Dél Kht. ügyvezetője. 2003–2005 között a Regina Rt. igazgatóságának tagja volt. 2004 óta a Ma és Holnap szerkesztőbizottsági tagja. 2006 óta a System Consulting Rt. projektvezetője, valamint a Magyarországi Vállalkozási Övezetek Szövetségének elnöke. 2016 óta a Kodolányi János Egyetem Gazdálkodási és Menedzsment Tanszék egyetemi tanára.

### Politikai pályafutása
1986–1989 között az MSZMP tagja volt. 1990–1994 között Záhony polgármester volt. 1992-től az MSZP tagja. 1994–1998 között önkormányzati képviselő volt. 1994–1998 között, valamint 2000–2002 között a Környezetvédelmi bizottság tagja volt. 1994–2002 között országgyűlési képviselő (Kisvárda) volt. 1995–1997 között a záhonyi különleges gazdasági övezet megvalósítására létrehozott koordinációs bizottság vezetője volt. 1996–2000 között az országos választmány tagja volt. 1998–2001 között a Területfejlesztési bizottság tagja, 2001–2002 között alelnöke volt. 1998–2002 között az IPU magyar-ukrán tagozatának elnöke volt. 1998–2002 között az Európai integrációs albizottság és a Településügyi albizottság tagja volt. 1999–2002 között a Közigazgatás-fejlesztési albizottság tagja volt. 2001-ben Kisvárdán polgármesterjelölt volt. 2001–2002 között az Olimpiai albizottság tagja volt. 2002–2006 között a Miniszterelnöki Hivatal területfejlesztési államtitkárságán politikai főtanácsadó volt. 2007-től a szociális platform ügyvivője. 

## Családja
Szülei: Bajor Tibor (1933–?) és Réczi Mária (1932–?) voltak. 1979-ben házasságot kötött Szabó Piroskával. Két lányuk született: Eszter (1980) és Zsuzsanna (1985).

## Díjai
- Szakszervezeti Munkáért díj (1986)
- Szocialista Kultúráért díj (1988)
- A Vasútért kitüntetés (1995)